# Ulrike Meinhof
Ulrike Meinhof (n. 7 octombrie 1934, Oldenburg, Reich-ul German – d. 9 mai 1976, Stuttgart, RFG) a fost o teroristă din Germania de Vest, membră a organizației de extremă stângă Rote Armee Fraktion.
Ulrike Meinhof a fost  jurnalistă la revista de stânga Konkret din Hamburg.
I-a cunoscut pe Andreas Baader și Gudrun Ensslin în 1968, pe când aceștia erau arestați datorită incendierii unui magazin universal din Frankfurt am Main.
A fost responsabila atacului împotriva concernului mass-media Springer, care s-a soldat cu 34 de răniți.
Arestată la 15 iunie 1972 la Hannover.
S-a spânzurat în închisoarea Stammheim la 8 mai 1976.